# Niall Andrews
Niall Andrews, irl. Niall Mac Aindriú (ur. 19 sierpnia 1937 w Dublinie, zm. 16 października 2006 w Dublinie) – irlandzki polityk, długoletni parlamentarzysta krajowy, minister, od 1984 do 2004 deputowany do Parlamentu Europejskiego II, III, IV i V kadencji.

## Życiorys
Pochodził z rodziny o silnych tradycjach politycznych. M.in. jego brat David Andrews był ministrem spraw zagranicznych Irlandii. Niall Andrews kształcił się w Synge Street CBS oraz w Presentation College w Dublinie.
Pracował m.in. w Radio Telefís Éireann. W latach 1977–1987 sprawował mandat deputowanego do izby niższej irlandzkiego parlamentu, tj. do Dáil Éireann 21., 22., 23. i 24. kadencji. Od października do grudnia 1982 był jednocześnie ministrem stanu (poza składem rządu) odpowiedzialnym za departament środowiska.
W wyborach europejskich w 1984 po raz pierwszy z ramienia Fianna Fáil został posłem do Parlamentu Europejskiego. Skutecznie ubiegał się o reelekcję w 1989, 1994 i 1999. Należał m.in. do grupy Unii na rzecz Europy Narodów (od 2003 jako jej skarbnik), pracował w Komisji Wolności i Praw Obywatelskich, Sprawiedliwości i Spraw Wewnętrznych i innych. W PE zasiadał nieprzerwanie przez 20 lat. Zmarł w 2006.